# Vrin (rzeka)
Vrin – rzeka we Francji, przepływająca przez teren departamentu Yonne, o długości 36,9 km. Stanowi dopływ rzeki Yonne.